# Otto II. (Braunschweig-Lüneburg)

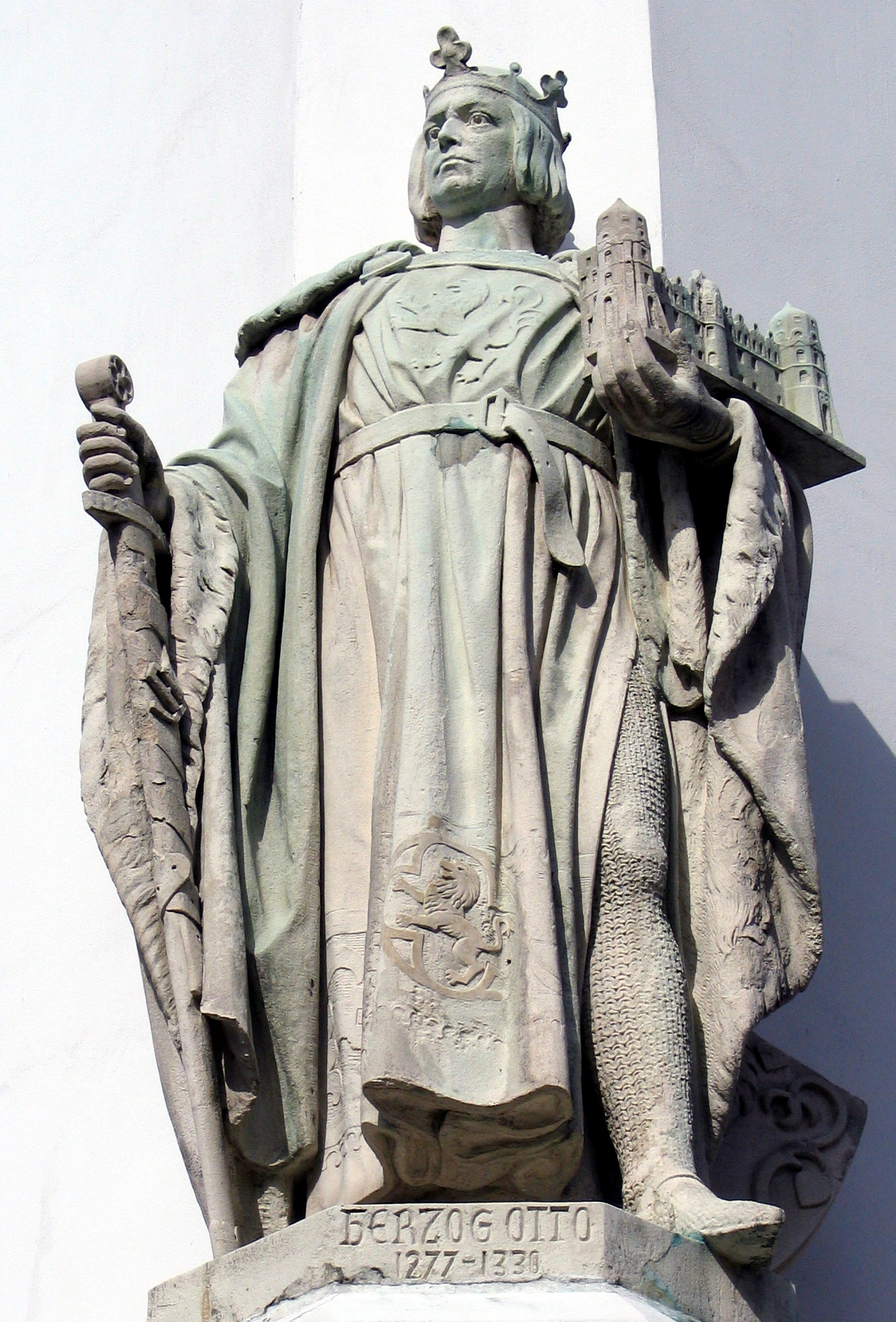
Skulptur am Bomann-Museum in Celle; „Herzog Otto“, in der linken Hand das Schloss Celle

Otto II. der Strenge, Herzog zu Braunschweig und Lüneburg (* um 1266; † 10. April 1330) aus der Familie der Welfen war Fürst im Fürstentum Lüneburg von 1277 bis 1330.

## Leben
Er war der Sohn Herzog Johanns I. von Lüneburg († 1277) und der Herzogin Liutgard von Holstein.
Otto war beim Tod seines Vaters unmündig, weshalb die Verwaltung des Landes zunächst von seinem Onkel Herzog Albrecht († 1279), und nach dessen Tod von seinem Onkel Bischof Konrad von Verden geführt wurde. Ab 1282 regierte Otto selbständig.
Seine Regierung war von mehreren durch Verpfändungen finanzierten Fehden gekennzeichnet, die auf Grenz- und Besitzstreitigkeiten mit seinen Nachbarn beruhten. Otto schränkte die Rechte der Ritterschaft ein und bewahrte den Landfrieden. Die Siedlungen Harburg, Dahlenburg (1289) und Celle (1292) erhielten städtische Privilegien. 1302 erwarb er für 6500 Silbermark die Grafschaft Wölpe. Bei der zwiespältigen Königswahl im Jahre 1313 schloss sich Otto seinem Schwager Ludwig dem Bayern an, von dem er sich 1315 mit den Reichslehen belehnen ließ. Am 28. November 1315 traf Otto eine Erbfolgeregelung, der zufolge ihm die beiden Söhne Otto und Wilhelm unter Teilung der Herrschaft nachfolgen sollten.
Otto wurde in dem von ihm neu erbauten Kloster St. Michaelis in Lüneburg begraben.

## Nachkommen
Otto war seit 1288 verheiratet mit Mathilde von Bayern (1275-1319), Tochter von Mathilde von Habsburg (1253-1304) und Herzog Ludwigs II. des Strengen (1229-1294). Aus dieser Ehe entstammten folgende Kinder.
- Johann († 1324), Administrator des Erzbistums Bremen
- Otto III. (1296–1352), Herzog von Lüneburg
- Ludwig († 1346), Bischof von Minden (1324–1346)
- Wilhelm († 1369), Herzog von Lüneburg
- Mathilde († 1316) ⚭ nach 1308 Nikolaus II., Fürst von Werle